# Autódromo de Franciacorta
O Porsche Experience Center Franciacorta é um autódromo localizado em Castrezzato, na Itália, o circuito foi inaugurado em 2006 e possui um traçado de 2.519 km com 13 curvas.
Recebeu eventos da NASCAR Whelen Euro Series entre 2017 e 2019, além de duas etapas do Campeonato Mundial de Rallycross em 2014 e 2015. Em 2019, a pista foi adquirida pela Porsche, que rebatizou o local para Porsche Experience Center Franciacorta.

## Vencedores

### World RX da Itália[4]
| Ano  | Vencedor         | Equipe              |
| ---- | ---------------- | ------------------- |
| 2015 | Andreas Bakkerud | Olsbergs MSE        |
| 2014 | Timmy Hansen     | Team Peugeot-Hansen |